# Joseph Adamowski
Joseph Adamowski (4. července 1862, Varšava, Polsko – 8. května 1930, Cambridge, Spojené státy americké) byl americko-polský violoncellista. Spolu se svým bratrem, Thimotheem Adamowskim, a svou manželkou, založili Adamowski trio.

## Život a kariéra
Studoval v letech 1873 až 1877 na varšavské konzervatoři a později i v Moskvě. Jeden z jeho spolužáků byl i Čajkovskij. Odešel do Spojených států amerických a v letech 1889-1890 hrál v Bostonském symfonickém orchestru. Stal se spoluzakladatelem jeho penzijního fondu. Působil jako pedagog na New England Conservatory a jako soukromý učitel.